# Virargues
Virargues (Okzitanisch:gleicher Name) ist eine französische Gemeinde mit 117 Einwohnern (Stand 1. Januar 2022) im Département Cantal in der Region Auvergne-Rhône-Alpes; sie gehört zum Arrondissement Saint-Flour.

## Geografie
Virargues liegt rund 18 Kilometer nordwestlich der Kleinstadt Saint-Flour am Südrand des Regionalen Naturparks Volcans d’Auvergne. Es gehört zum Bergland Monts du Cantal. Die wichtigsten Gewässer sind der Fluss Alagnon im Süden der Gemeinde, der Bach Gaselle und ein Dorfteich. Wichtigste Verkehrsverbindung ist die im Süden vorbeiführende Route nationale 122. Die nächstgelegenen Bahnhöfe sind in Murat und Neussargues.
Umgeben wird Virargues von den Nachbargemeinden Chavagnac im Norden, Chalinargues im Nordosten und Osten, Celles im Südosten und Süden, La Chapelle-d’Alagnon im Süden, Murat im Südwesten sowie Chastel-sur-Murat im Westen und Nordwesten.

## Bevölkerungsentwicklung
| Jahr                       | 1793 | 1800 | 1806 | 1846 | 1856 | 1876 | 1921 | 1962 | 1968 | 1975 | 1982 | 1990 | 1999 | 2006 | 2012 |
| -------------------------- | ---- | ---- | ---- | ---- | ---- | ---- | ---- | ---- | ---- | ---- | ---- | ---- | ---- | ---- | ---- |
| Einwohner                  | 552  | 318  | 494  | 542  | 510  | 410  | 418  | 232  | 191  | 189  | 155  | 158  | 140  | 139  | 135  |
| Quellen: Cassini und INSEE |      |      |      |      |      |      |      |      |      |      |      |      |      |      |      |

## Sehenswürdigkeiten
- Dorfkirche Saint-Jean Baptiste[1]
- Kapelle Sainte-Reine

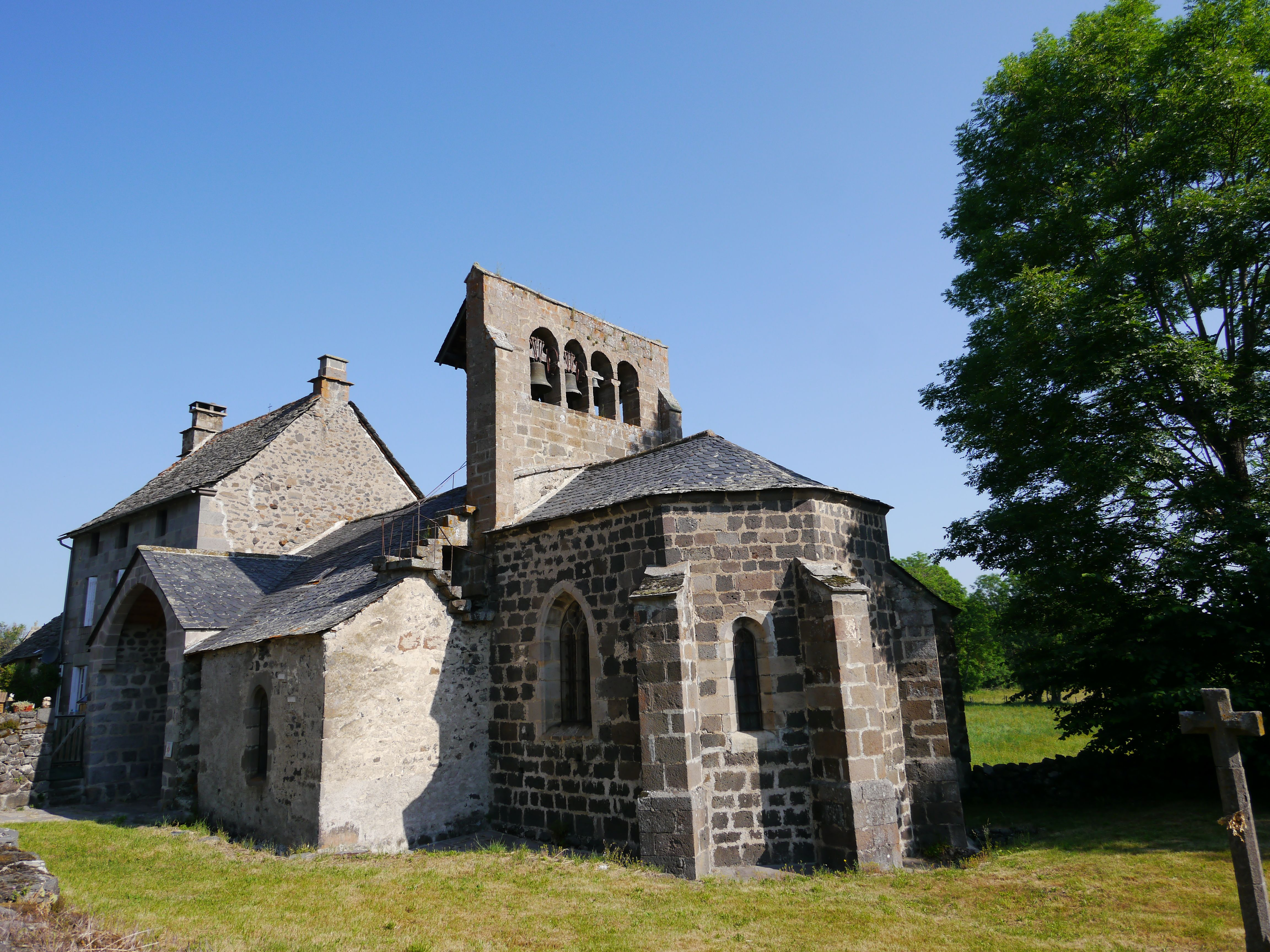
Kirche Saint-Jean Baptiste

- Alagnontal im Süden der Gemeinde (beim Ort Clavières)